# Metamorphosen
Metamorphosen, khúc nhạc dành cho 23 nhạc cụ dây, với tựa đề là Trong ký ức  là tác phẩm dành cho các nhạc cụ bộ dây của dàn nhạc giao hưởng của nhà soạn nhạc người Đức Richard Strauss. Tác phẩm được viết cho mười cây violin, năm cây viola, năm cây cello và ba cây contrabass. Tác phẩm được sáng tác vào giai đoạn cuối của Thế chiến thứ hai, từ tháng 8 năm 1944 đến tháng 3 năm 1945. Tác phẩm là sự than vãn về khung cảnh điêu tàn của nước Đức, quê hương ông, sau khi chấm dứt chiến tranh; đặc biệt là nhà hát opera yêu thích của ông bị sụp đổ do bom đạn.